# 블라스 로카 칼데리오

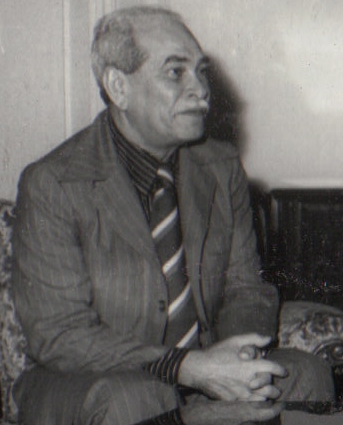

블라스 로카 칼데리오(스페인어: Blas Roca Calderio: 1908년 7월 24일 - 1987년 4월 25일)는 쿠바의 정치인, 마르크스주의 이론가다. 1959년 쿠바 혁명이 성공하기 한참 전부터 대중사회당 중앙위 서기장을 28년간(1933년-1961년) 역임했다. 1940년 쿠바 헌법에 서명한 조인자들 중 하나였으며, 쿠바 혁명 이후에는 1976년 개헌위원회 위원장, 1976년부터 1981년까지 인민주권민족회의 의장을 역임했다.